# 六堵科技園區
六堵科技園區（原稱六堵工業區），是臺灣基隆市之一處工業區，位於七堵區六堵里，東界基隆河以東七堵市區，北臨中山高速公路，南鄰明德二路和縱貫線 (北段)，西界為基隆河以西百福社區，在基隆市各工業區中最接近基隆港。

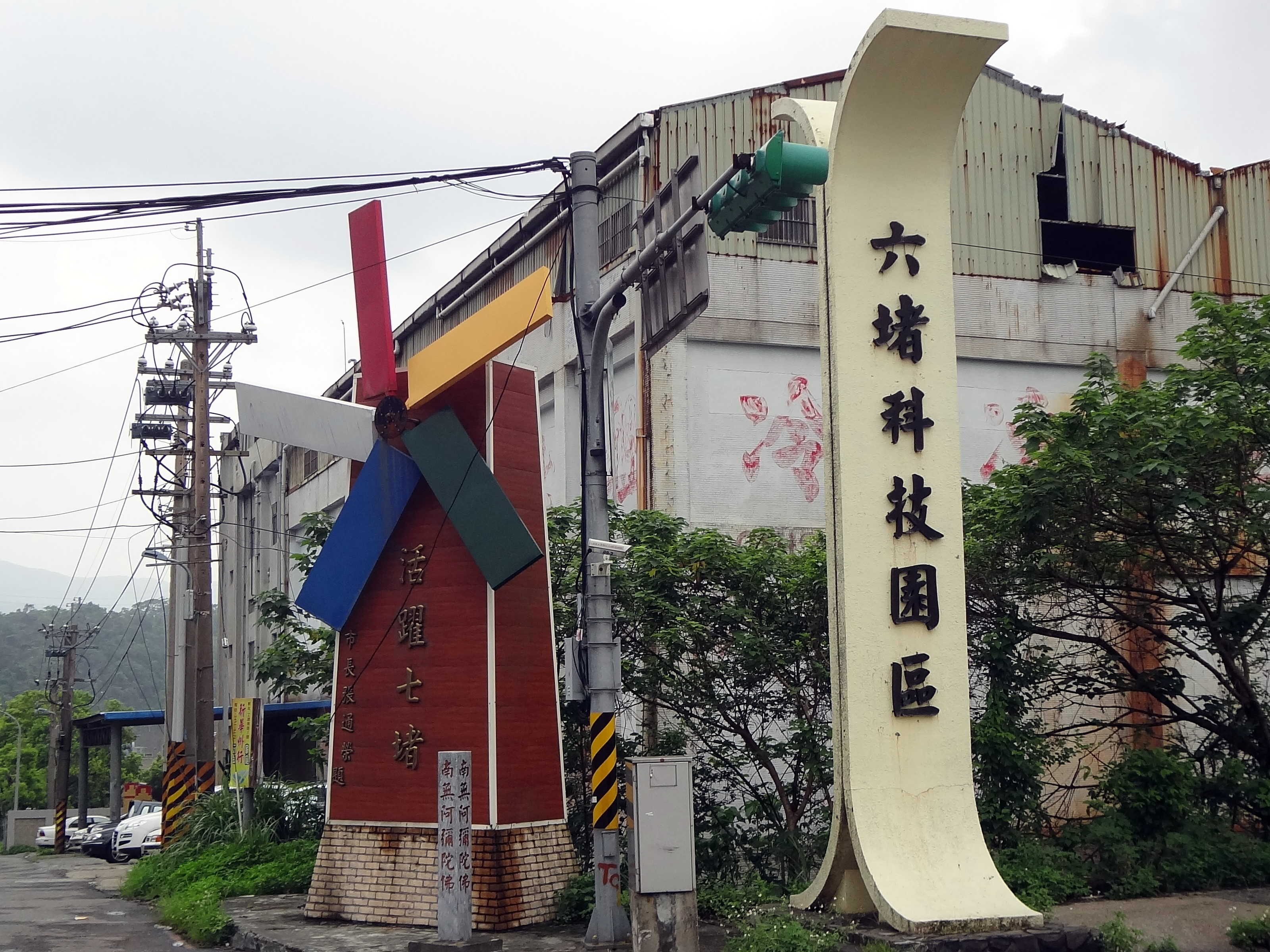
六堵科技園區入口

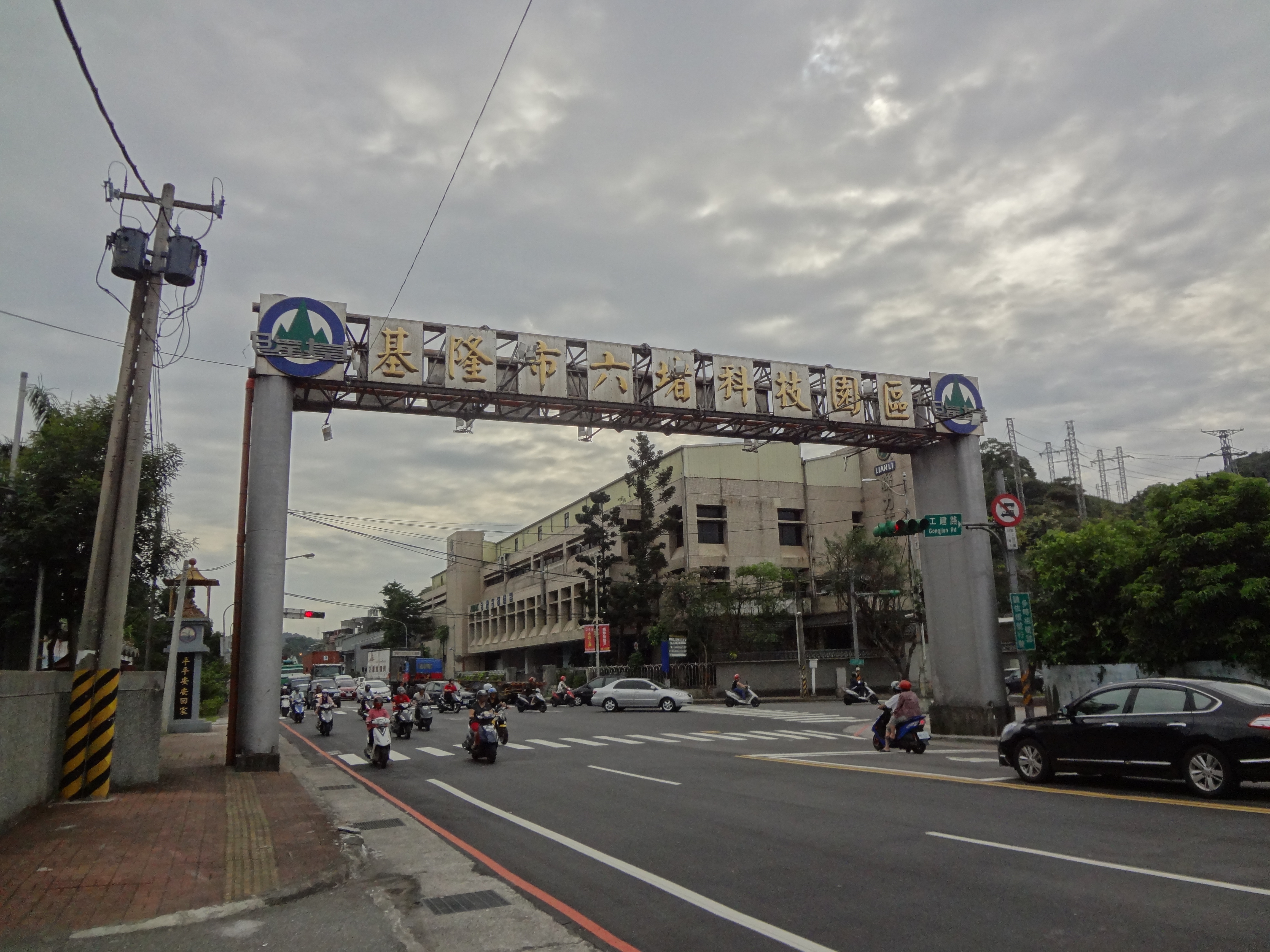
六堵科技園區入口2

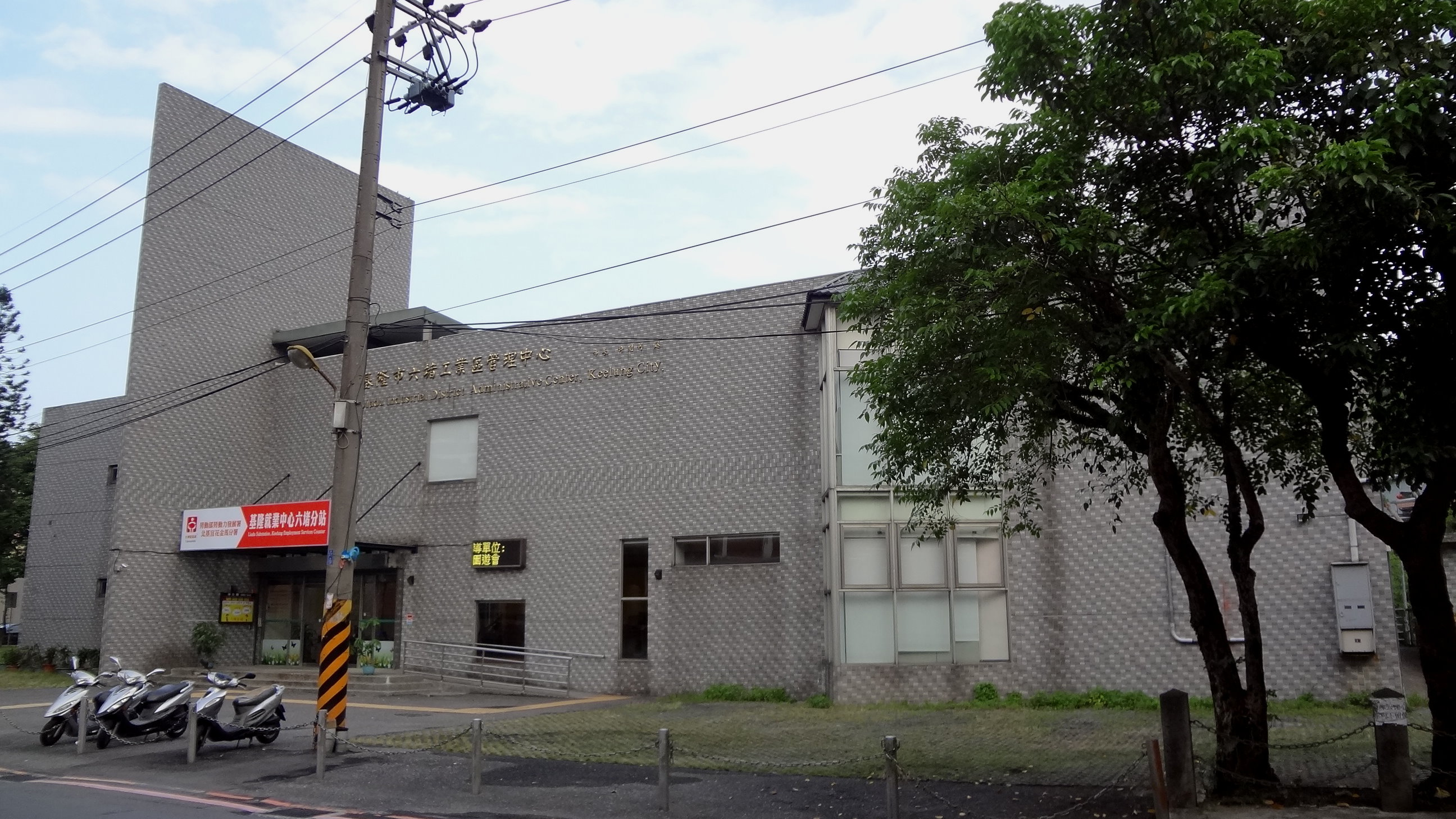
原六堵工業區管理中心

## 歷史

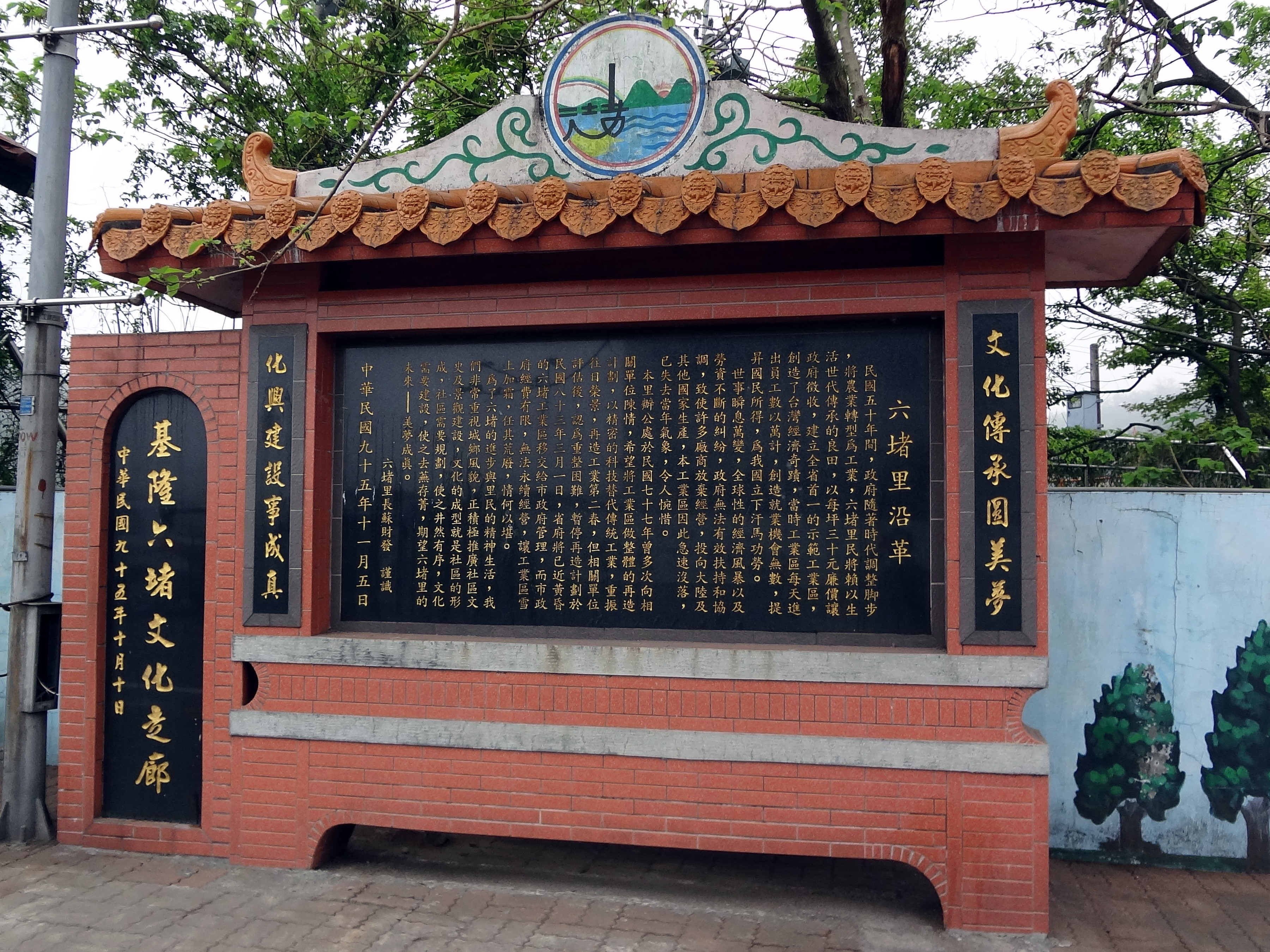
六堵里沿革碑記，記載六堵工業區簡史

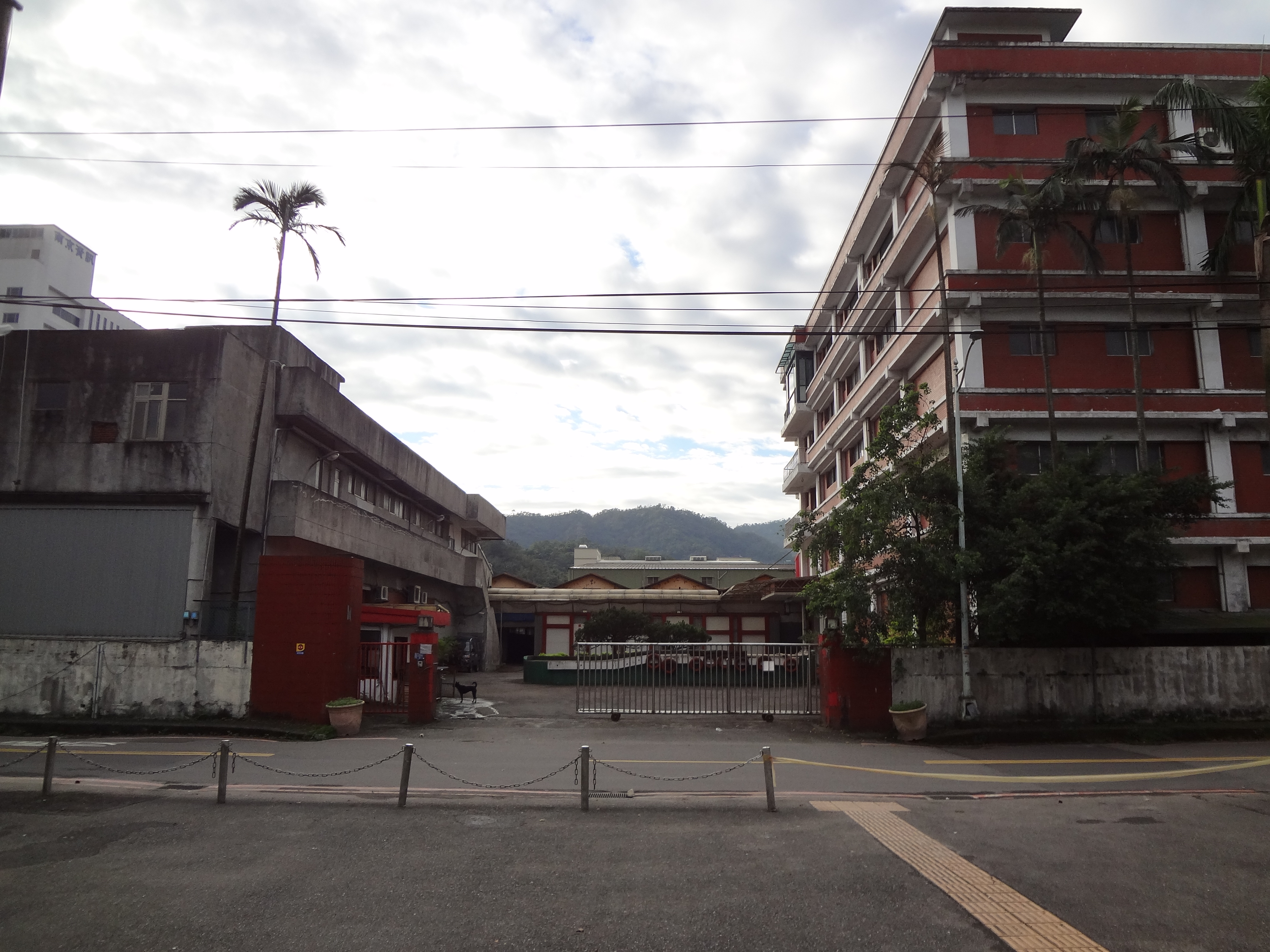
原義美食品六堵廠

- 1960年3月，經濟部工業局、行政院美援運用委員會、臺灣土地銀行、臺灣省政府建設廳公共工程局及基隆市政府等單位共同組成之「臺灣省北部工業用地籌劃小組」開始徵地開發六堵工業區，是臺灣第一個工業區。1965年3月，六堵工業區開發完成。1966年6月26日，行政院院長嚴家淦參觀六堵工業區。

- 1994年3月1日，臺灣省政府準備開始實施精省計畫，將六堵工業區移交基隆市政府管理。

- 1996年賀伯颱風後，六堵工業區內的祐興鋁業決定遷廠，是六堵工業區第一家因淹水而搬家的工廠。2002年，義美食品將生產線從六堵工業區工建北路2號（義美食品六堵廠）遷往桃園縣南崁工業區，台達電子關係企業達創電子全廠從六堵工業區工建西路搬往桃園縣龜山鄉[1]。

- 2008年1月24日，基隆市政府同意六堵工業區改為六堵科技園區，引進高科技產業，尋求轉型發展。

## 週遭交通
- 臺鐵縱貫線
  - 七堵車站
  - 百福車站
- 基隆輕軌西二線 (規劃中)
  - 七堵站

### 腳註
1. ↑  楊培華、林嘉東. . 自由時報. 2002-09-16  [2015-01-03]. （原始内容存档于2015-01-03）.

### 外部連結
- 文化部 iCulture-六堵科技園區 （页面存档备份，存于）